# 阿拉帕瓦島
41°07′N 174°11′E / 41.11°N 174.19°E

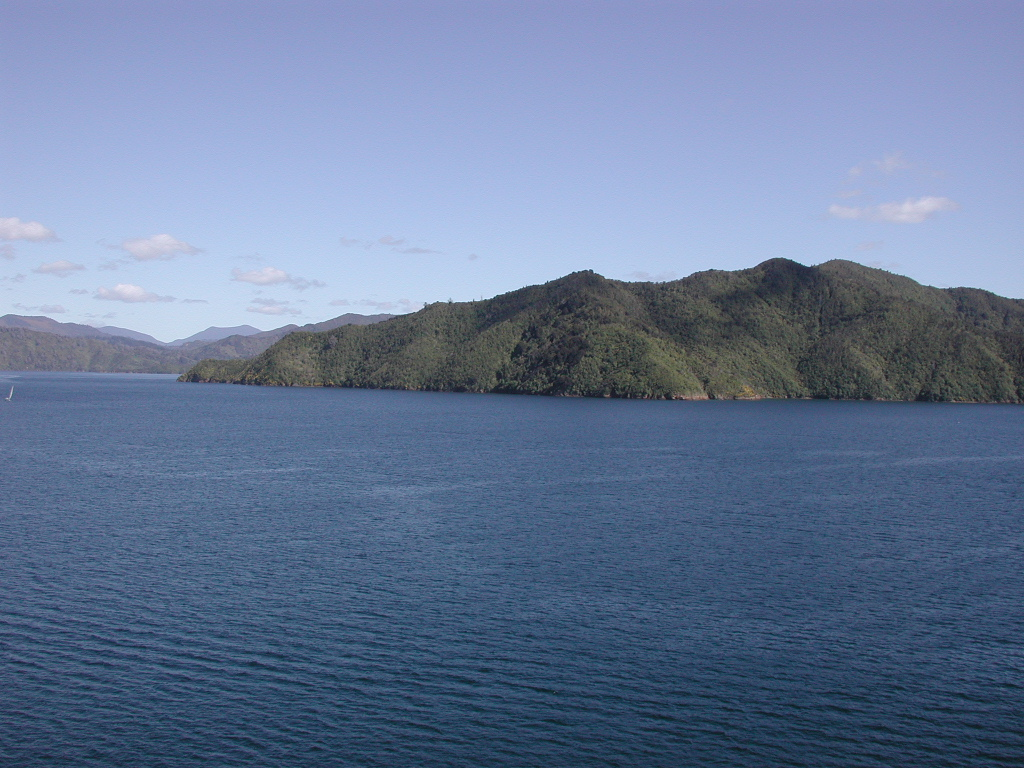

阿拉帕瓦島是新西蘭的島嶼，位於南島東北面，由馬爾堡負責管轄，長28公里、寬4公里，面積75平方公里，最高點海拔高度559.4米，島上無人居住。

## 外部連結
- Arapawa Goats
- Arapawa Pigs
- Arapawa Sheep（页面存档备份，存于）
- Perano Homestead （页面存档备份，存于）